# Шропшир (округ)
Шропшир — округ зі статусом унітарної влади в церемоніальному графстві Шропшир у регіоні Західний Мідлендс в Англії. Він названий на честь історичного графства Шропшир. Він охоплює колишні округи Бріджнорт, Північний Шропшир, Освестрі, Шрусбері та Атчем і Південний Шропшир. Вони були об’єднані в сучасну унітарну владу Шропширу. Це не торкнулося великого міста Телфорд, оскільки воно є унітарною владою з 1996 року під управлінням району Телфорд і Рекін. Містить 188 цивільних парафій.

## Історія
Округ був створений 1 квітня 2009 року після злиття колишніх округів і після утворення Ради Шропширу, яка замінила окружні ради, а також Раду округу Шропшир.

## Географія
Район охоплює міста Освестрі, Черч-Стреттон, Крейвен-Армс, Елсмір, Уем, Вітчерч, Мач-Венлок, Шифнал, Бріджнорт, Брозлі, Клун, Найтон (частина), Бішопс-Касл, Клеобері-Мортімер, Маркет-Дрейтон і Шрусбері.

## Управління
Рада перебуває під контролем консерваторів з моменту її створення в 2009 році, а останні вибори відбулися в 2021 році.